# خانه احسان
خانه احسان مربوط به دوره قاجار است و در کاشان، خیابان فاضل نراقی، کوچه فرهنگ، کوچه احسان واقع شده و این اثر در تاریخ ۱۱ مرداد ۱۳۸۴ با شمارهٔ ثبت ۱۲۳۲۵ به‌عنوان یکی از آثار ملی ایران به ثبت رسیده است.